# Carel Piek
Carel Piek (Oudshoorn, 25 januari 1904- Oegstgeest, 28 juni 1981) was een Nederlandse effectenmakelaar uit Dordrecht.
Piek was lid van de Nationaal-Socialistische Beweging (NSB) van Anton Mussert geweest, maar had begin 1940 voor zijn lidmaatschap bedankt. Van 22 oktober 1940 tot hij werd ontslagen op 1 juni 1942 was hij de eerste directeur-generaal van de Winterhulp. “Geen piek voor Piek” was toen een gevleugelde uitspraak van verzet tegen de Winterhulp onder de bevolking. Piek was voor deze functie in aanmerking gekomen juist omdat hij niet rechtstreeks aan de NSB was gelieerd. Hij was in de oorlog tevens secretaris-generaal van het Nederlandse Rode Kruis, directeur van een Bureau voor de behartiging van de belangen van Nederlanders in Marseille en lid van de Germaansche SS.
Na de oorlog werd Piek veroordeeld tot acht jaar gevangenisstraf.

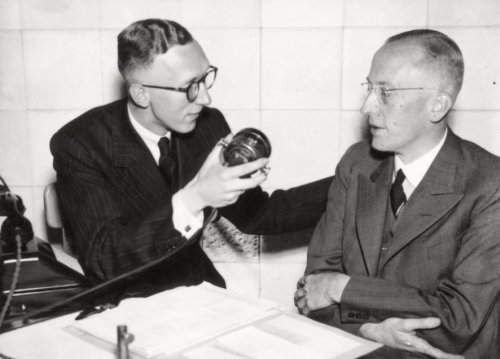
Interview van Piek door de Nederlandsche Omroep, 31 juli 1941

 Portaal: Fascisme en nationaalsocialisme in Nederland · Fascisme · Nationaalsocialisme